# 안드리 후신
안드리 레오니도비치 후신(우크라이나어: Андрій Леонідович Гусін, 1972년 12월 11일 ~ 2014년 9월 17일)은 우크라이나의 프로 축구 선수이자 코치였다. 그는 우크라이나 국가대표팀에서 뛰었으며, 우크라이나에서 가장 많이 출전한 선수 중 한 명이었다. 그는 2006년 FIFA 월드컵에서 팀의 일원이었다.
은퇴 후 그는 디나모 키이우를 포함한 여러 클럽에서 코치가 되었다. 그는 41세의 나이에 오토바이 사고로 사망했다.

## 구단 경력

### 디나모 키이우
후신은 1998-99년 UEFA 챔피언스리그 준결승에 진출한 디나모 키이우 팀의 중요한 일원이었다. 그 후에도 그는 감독직, 발레리 로바노우스키의 사망, 그리고 감독 교체 이후에도 디나모 팀의 핵심 선수로 활약했다.

### 크릴리야 소베토프 사마라
우크라이나가 2006년 FIFA 월드컵에 진출한 후, 후신은 디나모 키이우를 러시아 클럽 크릴리야 소베토프 사마라에게 맡기고 클럽 축구 대신 국가대표팀에 집중하고 싶다고 말했다. 이는 요제프 사보 감독과의 갈등 때문이었다.

## 국가대표팀 경력
2006년 FIFA 월드컵 이후, 후신은 국제 축구에서 은퇴를 발표하며 우크라이나 국가대표팀에서 13년간의 성공적인 국제 경력을 마무리했다. 국제 은퇴를 발표하면서 그는 우크라이나가 대회 첫 출전에서 8강에 진출한 성과를 칭찬하며 우크라이나 국가대표팀에 중요한 역할을 했다. 그러나 2006년 8월 15일, 팀원들과의 긴 대화 끝에 후신은 당분간 우크라이나 국가대표팀에 남기로 결정했다고 발표했다.

## 사망
후신은 2014년 9월 17일, 키이우에서 오토바이 사고로 사망했다. 그의 유족으로는 아내와 세 자녀가 있다.